# Étienne d’Espagnet
Étienne d’Espagnet, auch d’Espaignet, (* um 1596) war ein französischer Anwalt und Gelehrter in Bordeaux.
Étienne d’Espagnet war der Sohn von Jean D’Espagnet, einem hohen Richter und Politiker in Toulouse, der auch Alchemist und Gelehrter war. Etienne wurde auch Jurist und 1617 Parlamentsrat (Conseiller) in Toulouse. Er heiratete 1629 und hatte 1634 einen Sohn.
Er korrespondierte mit Pierre de Fermat und Francois Viète und war – wie sein Vater –  mit diesen befreundet. Mit Fermat, der rund zehn Jahre jünger war, war er sogar eng befreundet. Étienne d’Espagnet hatte in seiner Bibliothek, die er von seinem Vater erbte, sonst schwer zugängliche Werke von Viète, die er Fermat zugänglich machte und damit dessen Entwicklung als Mathematiker förderte. Vater und Sohn hatten in ihrer Bibliothek auch Manuskripte von Fermat.